# Bifröst
Pour les articles homonymes, voir Bifrost.

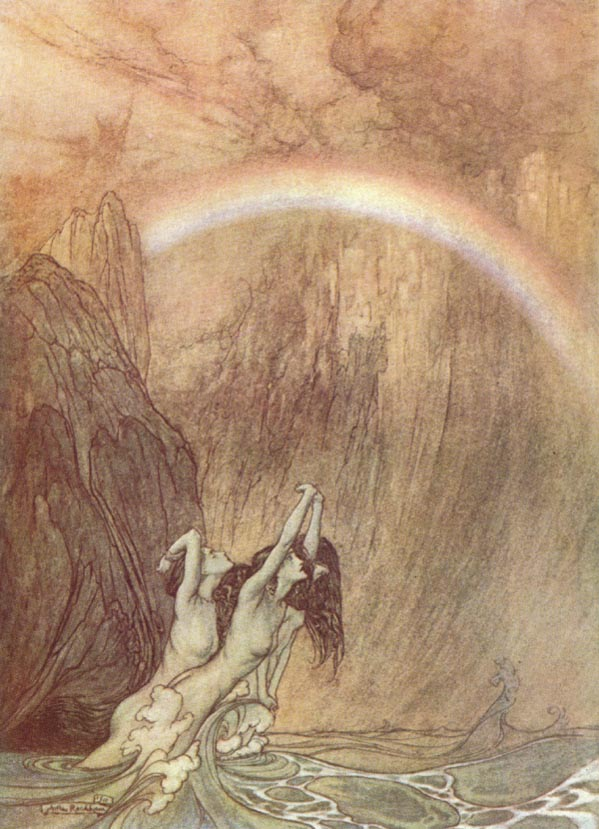
Bifröst par Arthur Rackham.

Le Bifröst (« chemin scintillant ») est, dans la mythologie nordique, l'arc-en-ciel qui fait office de pont entre la Terre (Midgard) et le Ciel (Ásgard, la ville-forteresse des dieux). Il est dit qu'il possède uniquement trois couleurs. Ce que l'on voit comme rouge est un feu ardent.

## Mythologie
Heimdall est le gardien de cet arc-en-ciel. Le Bifröst brûle constamment d’un feu ardent pour empêcher les géants de l’emprunter. Il est aussi appelé Ásabrú, « pont des Ases » qui y passent à cheval pour rejoindre leur thing, près du puits d'Urd. Il est plus solide que n'importe quel autre ouvrage, cependant il est dit qu'il s'effondrera lorsque les fils de Muspellheim arriveront à cheval et le traverseront lors du Ragnarök. Ils devront alors traverser les grands fleuves à la nage grâce à leurs chevaux. Il est inaccessible aux mortels.

## Culture populaire
- Le Bifröst apparaît dans le film Erik, le Viking de Terry Jones, sorti en 1989 et dans le jeu vidéo God of war 4 sortie en 2018.
- Le Bifröst apparaît dans les films Thor (2011), Thor : Le Monde des ténèbres (2013), Thor : Ragnarok (2017) ainsi que Thor: Love and Thunder (2022) de Marvel.
- Il est fait mention du Bifröst dans les films Avengers (2012) et Avengers: Infinity War (2018) également de Marvel.
- Dans le jeu Valkyrie Profile 2: Silmeria (2006), le joueur peut se rendre au Bifröst et devra combattre le boss de ce lieu qui est son gardien, Heimdall.
- Bifröst est le nom d'un groupe de Pagan Metal autrichien.
- Le Bifröst apparaît également dans le jeu Lego Marvel Super Heroes (2013) dans la mission « Bifrosty Reception ».
- Bifrost est un bâton légendaire dans le jeu Guild Wars 2, sorti en 2012.
- Bifrost est une revue littéraire francophone de science-fiction, créée en 1996.
- Bifröst est un bâton permettant de redonner vie aux morts dans le jeu Fire Emblem Fates (2015).

- Dans God of War (2018), le Bifrost est le nom de l'appareil qu'utilise Kratos pour voyager entre les différents plans  divins via l'arbre-monde.

## Sources
- L'Edda (récits de mythologie nordique) de Snorri Sturluson.
- Régis Boyer, Héros et Dieux du Nord : Guide iconographique, Flammarion, coll. « Tout l’Art », 1997, 192 p. (ISBN 2-08-012274-6), « Bifröst », p. 28
- Fabienne Claire Caland (dir.), Le lieu dans le mythe, Presses Universitaires de Limoges (lire en ligne), p. 89-106